# بودسلاو
بودسلاو (به لاتین: Budslau) یک منطقهٔ مسکونی در بلاروس است که در Vileysky Uyezd واقع شده‌است. بودسلاو ۱۷۲ متر بالاتر از سطح دریا واقع شده‌است.